# Бріттнау
Бріттнау (нім. Brittnau) — громада  в Швейцарії в кантоні Ааргау, округ Цофінген.

## Географія
Громада розташована на відстані близько 55 км на північний схід від Берна, 17 км на південний захід від Аарау.
Бріттнау має площу 13,7 км², з яких на 11,9% дозволяється будівництво (житлове та будівництво доріг), 52,9% використовуються в сільськогосподарських цілях, 34,5% зайнято лісами, 0,7% не є продуктивними (річки, льодовики або гори).

## Демографія
2019 року в громаді мешкало 3947 осіб (+8,5% порівняно з 2010 роком), іноземців було 10,8%. Густота населення становила 289 осіб/км².
За віковим діапазоном населення розподілялося таким чином: 20,9% — особи молодші 20 років, 61,7% — особи у віці 20—64 років, 17,4% — особи у віці 65 років та старші. Було 1678 помешкань (у середньому 2,3 особи в помешканні).
Із загальної кількості 730 працюючих 148 було зайнятих в первинному секторі, 188 — в обробній промисловості, 394 — в галузі послуг.